# Mujaste
Mujaste is een plaats in de Estlandse gemeente Saaremaa, provincie Saaremaa. De plaats heeft de status van dorp (Estisch: küla) en telt 23 inwoners (2021).
Mujaste behoorde tot in oktober 2017 tot de gemeente Leisi. In die maand werd Leisi bij de fusiegemeente Saaremaa gevoegd.
De plaats ligt aan de noordkust van het eiland Saaremaa.